# Brouwerij Švyturys
Brouwerij Švyturys is een Litouwse brouwerij in Klaipėda. Het is de tweede oudste brouwerij van het land. Sinds 2001 maakt de brouwerij deel uit van Švyturys-Utenos Alus AB.

## Geschiedenis
De brouwerij werd gesticht in Klaipėda in 1784 door de handelaar J.W. Reincke. De zeearend op het embleem van de brouwerij verwijst nog steeds naar het familiewapen van de familie Reincke. In 1871 fuseerde de brouwerij met de brouwerij van landeigenaar Theodor Preuss en werd het de belangrijkste bierleverancier voor de stad. De brouwerij werd een van de meest gewaardeerde brouwerijen van het land tijdens het interbellum. Na de Tweede Wereldoorlog werd de brouwerij in 1946 opnieuw opgebouwd, door het Sovjetregime genationaliseerd en kreeg de huidige naam. Na de val van het communisme en de onafhankelijkheid van Litouwen in 1990 werd de brouwerij geprivatiseerd. In 1999 kwam de meerderheid der aandelen in handen van de Baltic Beverages Holding (BBH). In 2001 BBH fuseerde BBH de brouwerijen Švyturys en Utenos Alus in een naamloze vennootschap genaamd Švyturys-Utenos Alus AB. Sinds 2008 behoort BBH tot de Deense Carlsberggroep.

## Bieren

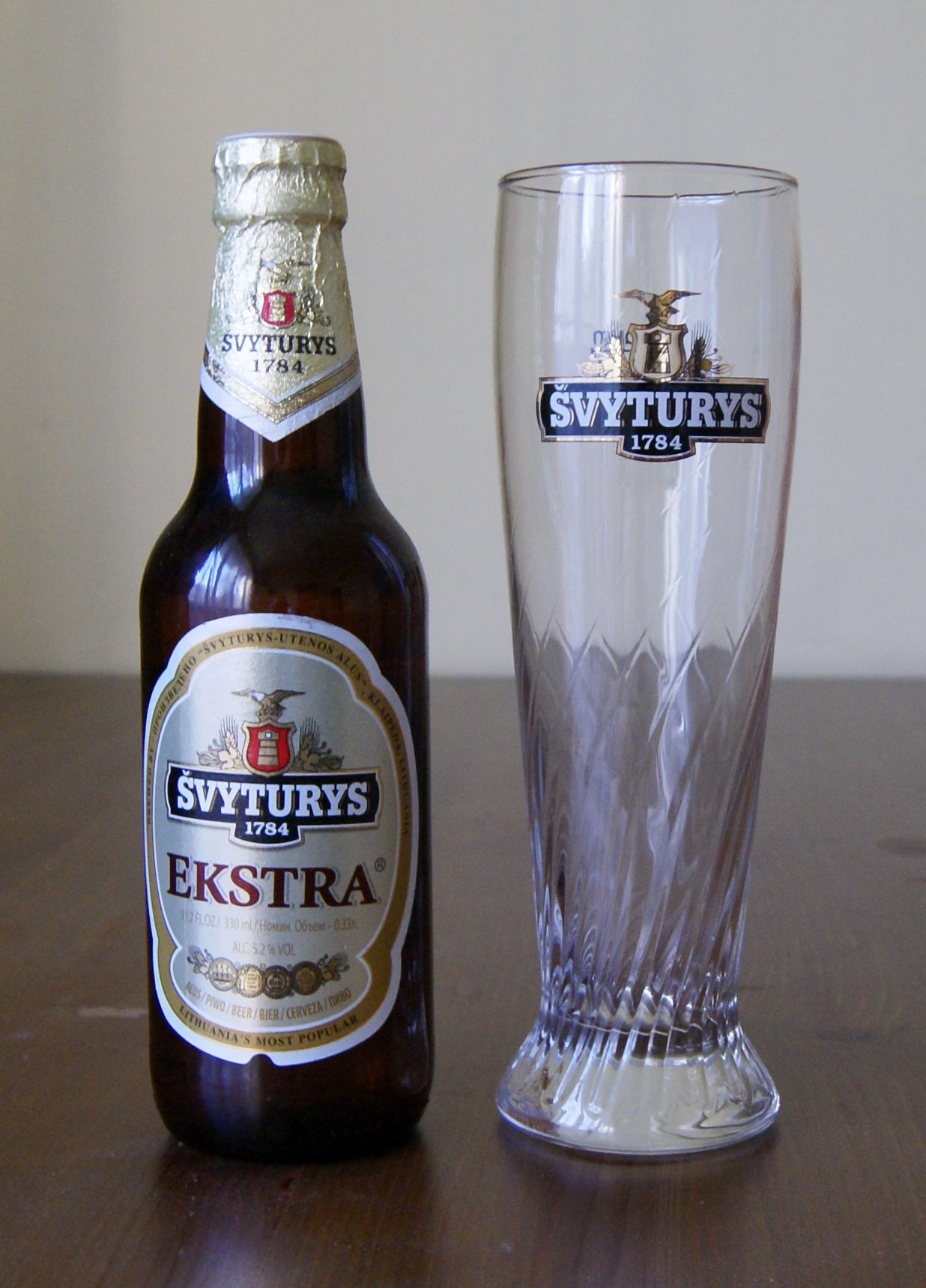
Švyturys

- Švyturys
- J.W. Reincke
- Memelbräu
- Salyklo Gira (kvas)